# Psilocybe cubensis

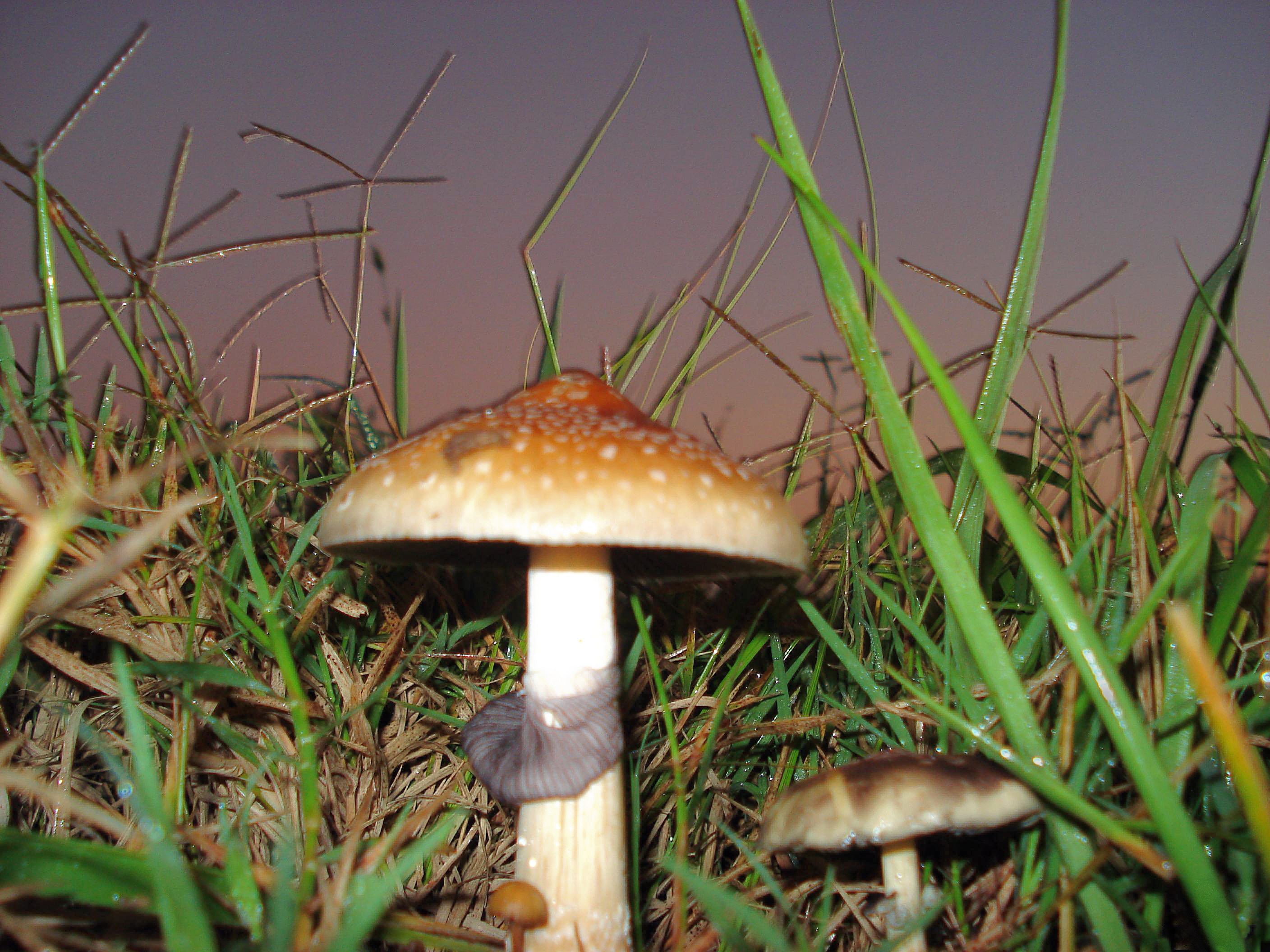
Cogumelos Psilocybe cubensis numa pastagem.

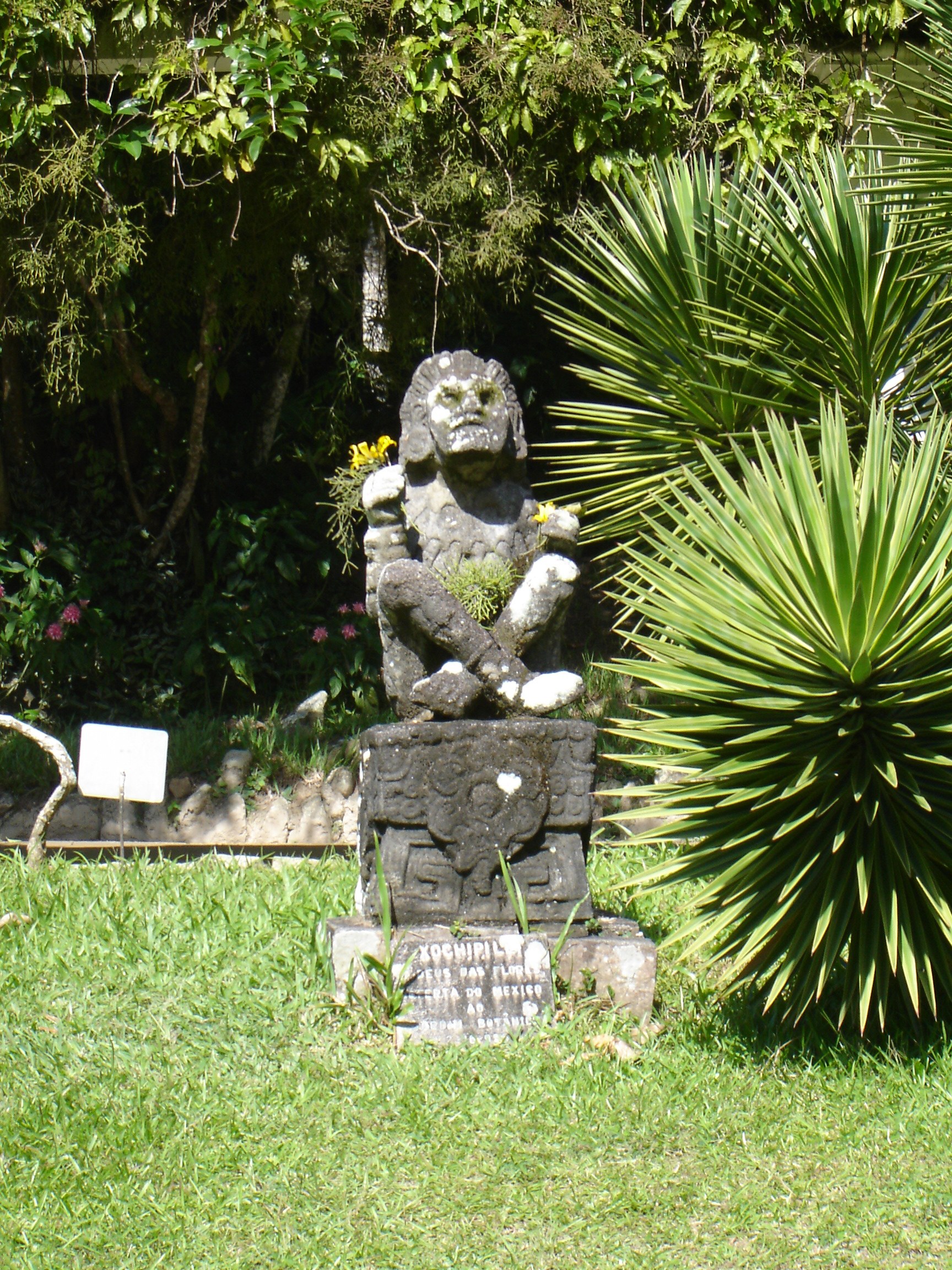
Estátua de Xochipilli no Jardim Botânico do Rio de Janeiro, doada pelo governo mexicano.

Psilocybe cubensis (anteriormente designada por Stropharia cubensis) é uma espécie de cogumelo enteógeno, mundialmente conhecido como cogumelo mágico ou cogumelo sagrado, que apresenta como principais princípios ativos a psilocibina e a psilocina, que agem no cérebro de modo semelhante ao neurotransmissor serotonina, embora possua em baixas quantidades outros alcalóides, como a norbeocistina ou a beocistina, cuja ação no sistema nervoso humano é pouco conhecida. São cogumelos de pequeno porte, geralmente apresentando características que os tornam facilmente reconhecíveis.

## Taxonomia e nomeação
Os cogumelos Psilocybe cubensis foram descritos e documentados pela primeira vez em Cuba pelo micologista norte-americano Franklin Sumner Earle, o qual deu à espécie o nome de Stropharia cubensis. Em 1907, a mesma espécie foi identificada como Naematoloma caerulescens na região de Tonquim, região norte do Vietname, pelo micologista e farmacologista francês Narcisse Théophile Patouillard.
Em 1941, a então espécie foi chamada de Stropharia cyanescens por William Alphonso Murrill, na Flórida. Após sucessivas alterações taxonómicas, a espécie foi integrada no género Psilocybe, designação que entrou no léxico comum com o crescimento da popularidade da espécie.
O nome genérico Psilocybe foi derivado das raízes gregas psilos (ψιλος) e kub' (κυβη), que podem ser traduzidas como cabeça careca. O epíteto específico cubensis, como o próprio nome sugere, significa proveniente de Cuba, local em que os primeiros espécimes do fungo foram catalogadas e descritas por Franklin Sumner Earle.

## História
O uso de enteógenos vem acompanhando o gênero humano desde o seu surgimento, e influenciando a formação de sua consciência e de seus modelos sociais desde os primórdios da espécie. Partindo do descobrimento das substâncias com poderes alteradores de consciência, passando pelo seu uso pela contra-cultura na década de 1960 até os dias atuais, com o advento de pesquisas que envolvem as potencialidades de cura dessas drogas, que vêm dando um destaque a esses compostos.

### Américas

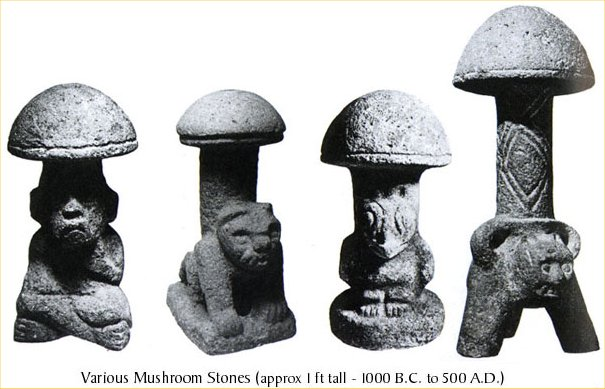

A documentação das primeiras ocorrências do uso de cogumelos do gênero Psilocybe nas Américas ocorreu em escavações de templos Maias, onde foram encontradas pequenas estátuas esculpidas em rocha que possuíam o formato de um cogumelo. Esses fungos possuíam tamanha importância para os povos da América que foram transformados em um sacramento, o qual recebeu o nome de teonanácatl na linguagem asteca. Tudo indica que o uso religioso desses cogumelos iniciou-se há cerca de 2000 anos, acompanhando os povos astecas e maias em seus rituais e estruturas sociais.
No século XVI, o religioso franciscano Bernardino de Sahagún, acompanhando uma das expedições do explorador Hernán Cortéz realizadas no território asteca, observou o uso ritualístico dos cogumelos Psilocybe pelos povos nativos. É provável que a espécie empregada nos rituais era a Psilocybe mexicana, que é comum em pastos e pântanos da região do atual México, que coincide com a região ocupada pelo império Asteca no período da exploração espanhola.

### Egito
Existem registros de diversos materiais provenientes do território egípcio que possuem referências aos cogumelos enteógenos, tais como o Amanita muscaria e o Psilocybe cubensis.
É possível notar a semelhança entre a primórdia de um corpo de frutificação de um cogumelo Psilocybe cubensis (Fig. 1A) e duas coroas brancas egípcias anômalas, também chamadas de hedjeti. (Fig 1B, C e D). Além disso, a denominada Coroa Tripla, ou hemhe, (Fig 2B) pode ser assemelhada fortemente à uma geração de cogumelos enteógenos, agrupados no seu nascimento. (Fig 2ª e C)..

## Cultura
Para os povos centro-americanos e mesoamericanos, especialmente os Maias e os Astecas, os cogumelos psicoativos possuíam um destaque importante para a consolidação social e religiosa desses povos, podendo ser considerados como um dos pilares centrais da maioria dos rituais e iniciações que eram praticados.
Os cogumelos Psilocybe cubensis inspiraram o surgimento de diversas divindades ligadas à cultura desse fungo. Podemos destacar como principais claramente ligadas, o Deus asteca Xochipilli, o qual possuía em seu corpo entalhes ou estampas que exibiam o corpo de frutificação desses cogumelos. Na imagem, podemos visualizar a presença de outras espécies de enteógenos, com destaque para os píleos de cogumelos logo abaixo da orelha da estátua.
Os astecas referiam-se a esses cogumelos como Teonanácatl, ou carne-dos-deuses. Já o povo mazateca denominava-os como nits-si-tho, em que nitsi é uma espécie de diminutivo carinhoso, e o restante do vocábulo pode ser interpretado como “aquele que brota”.
Diversas pessoas dedicaram suas vidas para o estudo da relação entre esses fungos e a cultura humana. Como principais destaques, temos María Sabina, considerada a sábia dos cogumelos sagrados. Esta acabou por inserir-se nos rituais tradicionais da cultura americana, e foi uma xamã que contribui grandemente para o crescimento da inserção da cultura do cogumelo na sociedade moderna ocidental. Como personalidades americanas também temos Timothy Leary e Terence McKenna, pais do psicodelismo e do estudo dos princípios terapêuticos do uso de enteógenos na sociedade atual.

### Religião
É comum que os usuários de substâncias alteradoras da consciência, como a Psilocibina e a Psilocina, relatem que durante o efeito das substâncias, foi comum o surgimento de visões de grande significância para o indivíduo. Tais visões eram tidas para os xamãs e religiosos tradicionais como possíveis predições para o futuro do povo e da cultura local. Bernardo de Sahagún relata em uma de suas viagens uma das cerimônias na qual o cogumelo era utilizado. Nessa, os líderes religiosos distribuíam os cogumelos para os envolvidos na cerimônia, após uma preparação prévia, em que somente eram ingeridas substâncias como o chocolate e o mel. Durante a noite, após o consumo dos cogumelos, os nativos dançavam e entravam em um estado de êxtase, no qual experimentavam as visões. Quando o efeito dos cogumelos deixava de agir no sistema nervoso, os participantes se reuniam e discutiam as visões obtidas durante a experiência, chegando a um senso comum sobre o que havia de passar durante o próximo período de tempo, adotando como predições de futuro as visões obtidas.
Também é citada pelo autor uma cerimônia denominada “a festa das revelações”, organizada anualmente pelo imperador asteca Moctezuma, em que os cognescentes ingerem cogumelos psicotrópicos. Infortunadamente, os registros de tal ritual foram perdidos, possivelmente pela ação da Igreja Católica, a qual considerava o culto do cogumelo como uma abominação para o cristianismo.
O papel que a Igreja católica desempenhou na destruição dos costumes e rituais xamânicos dos povos nativos, em relação ao uso dos enteógenos, com certeza foi decisivo para o desaparecimento de registros escritos, ou até mesmo para o quase total desaparecimento dos rituais. A ideia de uma expansão da mente, unida à expressões corporais como danças realizadas em um estado de transe, colaborou para que fosse passada uma visão demoníaca do uso dos cogumelos, fazendo com que os fiéis católicos empregassem suas forças na luta contra a disseminação dos cultos xamânicos.

## Morfologia
Os cogumelos Psilocybe cubensis são fungos de pequeno porte, geralmente apresentando características marcadas que os diferem das demais espécies.
A espécie apresenta as seguintes características:
- Píleo: 2-8 centímetros, com formato cónico a convexo quando novo, e tendendo para o formato de disco com o amadurecimento do corpo de frutificação. Quando novos, apresenta uma coloração mais clara, mas vai adquirindo um tom escuro, acompanhando o amadurecimento dos esporos.
- Lamelas: adnatas para adnexas, estreitadas em relação ao centro. As mesmas ficam ocultas por um véu quando o corpo do fungo é novo, e após o rompimento do tecido, se expõem para o meio ambiente, iniciando a liberação dos esporos. As lamelas apresentam um escurecimento gradativo.
- Carimbo de esporos: coloração violeta escura.
- Estipe: geralmente não cresce mais que 4-15 centímetros. Apresenta uma textura característica de borracha, com grossura média e comprido, mas mantendo a estrutura troncuda. O final do talo, na parte que permanece no solo, é cheia de pontos brancos, e bem irregular. Possui leves riscos escuros que o cortam longitudinalmente. Uma característica comum do gênero é apresentar os restos do véu presos ao talo, formando o que pode ser chamado de anel.
- Gosto e Aroma: quando frescos, os cogumelos Psilocybe cubensis apresentam uma textura farinácea, e cheiro leve e adocicado. Quando desidratados, costumam apresentar aroma de biscoito de mel, e gosto de mofo. A maioria dos usuários descreve o gosto dos cogumelos como ruim.
- Características microscópicas: esporos de 1.5–17 x 8–11 µm, sub-elipsóides. O basídio apresenta comumente 4 esporos, mas algumas vezes 2 ou 3, dependendo da espécie.[4]

## Habitats
Podemos destacar cinco habitats diferentes para os cogumelos Psilocybe cubensis:
Pastagens: Talvez esse seja o habitat mais comum e conhecido para qualquer espécie de Psilocybe com que se está pesquisando. A abundância de animais ruminantes oferece grandes possibilidades para esses fungos coprófilos, pois o esterco de bovinos e equinos fornece um ambiente perfeito para o crescimento e o desenvolvimento do micélio.
Depósitos de Esterco: Pelo mesmo motivo das pastagens, depósitos de esterco fornecem um ambiente perfeito para os cogumelos coprófilos.
Jardins: Tanto pela importação de espécies de plantas ou tanto pela reconstituição de um habitat, jardins geralmente oferecem um bom local para o crescimento de cogumelos, embora os mesmos sejam raros, pelo constante manejo do terreno.
Florestas: Com certeza também é um dos melhores ambientes para se encontrar cogumelos. A alta umidade do solo, unida com a presença de uma grande quantidade de matéria orgânica, fornece o ambiente perfeito para o crescimento de fungos, embora sejam raras as espécies de Psilocybe que se desenvolvam em florestas.
Banhados e alagadiços: Os cogumelos Psilocybe mexicana crescem em banhados e terrenos alagados na atual região do México. Substratos aerados como o esfagno e a presença de matéria orgânica e umidade fornecem um bom ambiente para cogumelos, embora sejam raras as espécies que se adaptem a esse ecossistema.

## Ciclo de vida
A espécie Psilocybe cubensis pertence à classe Basidiomycetes (os basidiomicetos), fungos que apresentam uma estrutura comum denominada basídio que produz e amadurece esporos. Os basídios se desenvolvem nas lamelas do cogumelo.

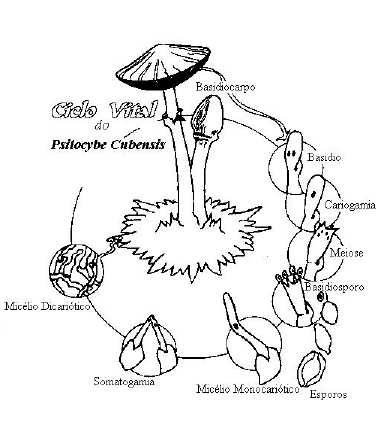
Ciclo de vida de um Psilocybe cubensis.

Podemos sintetizar o ciclo como esporo-esporo. Isso significa que o ciclo de vida do Psilocybe cubensis começa quando o esporo germina, e termina quando um novo esporo é produzido. A germinação do esporo, em um ambiente adequado, dá origem a uma hifa inicial, monocariótica. Essa hifa vai sofrendo divisões e multiplicações celulares, dando origem a um emaranhado de hifas. Denominamos ao agrupamento de hifas, micélio. A maior parte do ciclo de vida de um cogumelo se passa somente com a presença do corpo vegetativo, que é o micélio que se desenvolve degradando o substrato em que está posicionado, por meio de digestão extracelular. A partir do surgimento dos corpos de frutificação, ou cogumelos, é que o fungo se divide em dois corpos: o vegetativo já presente e o corpo de frutificação.
Como os esporos são produzidos em grande quantidade, e soltos no ambiente muitas vezes chegando à incríveis números, é normal que em um substrato, possam existir hifas provenientes de dois esporos diferentes. Quando duas dessas hifas provenientes dos esporos se juntam, por um processo denominado somatogamia, é produzido um micélio dicariótico. É importante destacar que não ocorre fusão de núcleos, mas apenas de paredes celulares hifais. Um micélio dicariótico pode viver indefinidamente, gerando corpos de frutificação em períodos aleatórios, ao contrário de um monocariótico, que possui vida curta. Porém em cultivos caseiros desses fungos, é relatada a morte do corpo vegetativo, após um período de tempo.
Em condições apropriadas, o micélio dicariótico pode iniciar a geração de corpos de frutificação. O micélio inicia um processo de transformação,  no qual modifica sua estrutura voltado para o crescimento do cogumelo. Um nó hifal aflora do substrato, logo transformando-se em uma primórdia, que crescerá por acumulação de micélio e água obtidos do meio. Quando o cogumelo atinge a fase adulta, ocorre o amadurecimento dos esporos, e a liberação dos mesmos para o meio ambiente com o rompimento do véu. O ciclo se completa com essa etapa.

## Uso enteogênico
- Psilocibina (4-phosphoryloxy-N,N-dimethyltryptamine)
- Psilocina (4-hydroxy-N,N-dimethyltryptamine)
- Baeocistina (4-phosphoryloxy-N-methyltryptamine)
- Norbaeocistina (4-phosphoryloxytryptamine)

Os cubensis são a espécie de cogumelos psicoativos do gênero Psilocybe mais conhecidos e cultivados mundialmente. As concentrações de psilocina e psilocibina, estão estimadas em 0.14-0.42%/0.37–1.30% (quando desidratados), no cogumelo inteiro; 0.17–0.78%/0.44–1.35% no píleo e 0.09–0.30%/0.05–1.27% no talo..

### A experiência
As experiências com cubensis costumam ser extremamente construtivas para o usuário que as experimenta, porém não sendo raros os caso de ''bad-trips''. Cada usuário relata suas experiências de uma maneira extremamente individual, então torna-se difícil contextualizá-las a um termo comum. Porém, como uma abordagem geral, temos como efeitos físicos o cansaço muscular, a perda ou redução de reflexos, a alteração na percepção da visão e do toque. Como efeitos mentais, a presença de leves ''insights'' e aumento na facilidade do pensamento em baixas dosagens, incluindo também uma maior sociabilização. Já em altas dosagens, o usuário tende a perder o contato com o mundo exterior e acaba tendo uma experiência muito mais enteogênica.

### A ingestão
Os cogumelos cubensis podem ser ingeridos por meio de três principais métodos: por meio de uma infusão em água quente, mais conhecida como chá-de-cogumelo, por meio da ingestão de cápsulas contendo os cogumelos secos e moídos (esta visa a disfarçar o gosto desagradável dos fungos relatado por alguns usuários) ou por ingestão in natura, quando os cogumelos são comidos diretamente.

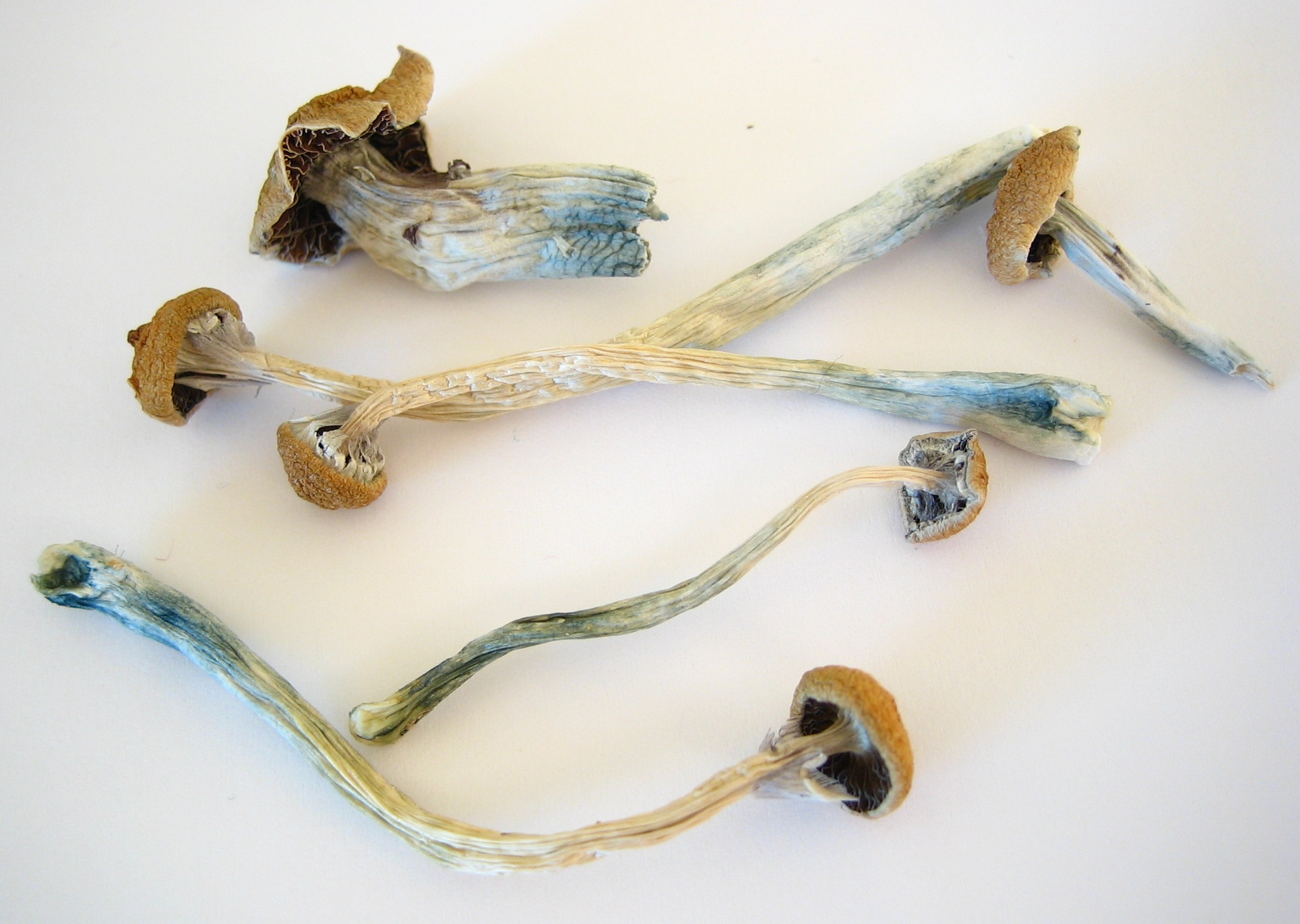
Cogumelos Psilocybe cubensis desidratados.

Logo após a ingestão, os efeitos começam a ser sentidos dentro de 20 a 40 minutos, e podem durar por até 5 a 6 horas, dependendo da dosagem.

## Legalidade
Em muitos países, portar a substância psilocibina, ou materiais que contenham as mesmas, tais como os cogumelos, constitui um ato ilegal. Há um conflito entre a portabilidade de esporos ou de micélio, já que nos esporos não há a presença de psilocibina, e consequentemente, comercializar ou transportar esporos não constitui uma infração. 
Como são pouco estudados ou de difícil cultivo, os cogumelos são pouco listados ou regulamentados, até mesmo pela sua grande presença em meios naturais. Portanto, cada país apresenta a sua própria legislação quanto a esses fungos.

## Legalidade no Brasil
Na legislação brasileira não há qualquer proibição legal (ou regulamentação sanitária específica) acerca do cultivo, porte ou distribuição dos fungos sagrados psilocibinos.
Portanto, a tal atividade fica amparada pelo 5º inciso II da Constituição da República Federativa do Brasil (princípio da legalidade).
Vale informar que existem evidências de uso histórico e milenar dos cogumelos sagrados em cerimônias religiosas, além de serem encontrados em abundância na natureza (razão pela qual nunca foram proibidos em território nacional).
Nessa linha, o mesmo artigo 5º da Constituição Federal (inciso VI e XIII) garante a liberdade de consciência, crença, culto e suas liturgias, bem como a expressão da atividade intelectual, artística e científica.
Os Cogumelos sagrados da espécie Psilocybe Cubensis não foram incluídos na lista de plantas proscritas da portaria 344/98 e RDC s 816/2023 não definidos, portanto, em lei - razão por quê isentos de registros e fiscalização da ANVISA e Ministério da Agricultura.
No âmbito do direito internacional, a espécie também não consta da lista de controlados da Convenção das Nações Unidades sobre Psicotrópicos (1971).
Apesar do cenário atual sem regulamentação, ocorreram casos de ações policiais ilegais incluindo prisões de fabricantes e vendedores de tais cogumelos no Brasil. No momento da redação desse artigo, todas as vítimas de tais ações inconstitucionais tiveram sua liberdade reestabelecida.

## Estudos médicos
Psicoterapia assistida por psilocibina para o tratamento da depressão está sendo pesquisada. Em 2018, a Food and Drug Administration (FDA) concedeu a Designação de Breakthrough Therapy para terapia assistida por psilocibina para depressão resistente ao tratamento e em 2019 para transtorno depressivo maior.